# Re:ache
「Re:ache」（リエイク）は、日本のロックバンド・HIGH and MIGHTY COLORのラストシングル（通算16枚目、メジャーデビュー後15枚目）である。2010年8月11日発売。

## 内容
2010年5月19日にバンドの解散を発表し、同時に発表されたシングル。表題曲は「ファンやスタッフ、メンバーに対する感謝」と「新しい旅立ち」という思いが込められた前向きなナンバーとなっている。
初回限定版には、5thアルバム『swamp man』収録の「good bye」、「Re:ache」のPVと実質のラストライブとなった、アメリカ・シアトルで2010年4月2日に行われたアニメフェス『サクラコン 2010』でのライブ映像が収録されているDVDが付く。

## 収録曲

### DISC 1 (CD)
| 全作詞: HALCA、ユウスケ、全作曲: MEG、全編曲: HIGH and MIGHTY COLOR。 |                        |                 |            |      |
| #                                                                     | タイトル               | 作詞            | 作曲・編曲 | 時間 |
| 1.                                                                    | 「Re:ache」            | HALCA、ユウスケ | MEG        | 4:55 |
| 2.                                                                    | 「night light parade」 | HALCA、ユウスケ | MEG        | 4:33 |
| 3.                                                                    | 「day dreaming」       | HALCA、ユウスケ | MEG        | 3:50 |
| 4.                                                                    | 「RED (LIVE Ver.)」    | HALCA、ユウスケ | MEG        | 4:01 |
| 合計時間:                                                             | 合計時間:              | 17:19           |            |      |

### DISC 2 (DVD / 初回版のみ)
| #  | タイトル                    | 作詞 | 作曲・編曲 |
| -- | --------------------------- | ---- | ---------- |
| 1. | 「good bye」(Music Video)   |      |            |
| 2. | 「Re:ache」(Music Video)    |      |            |
| 3. | 「Live at Sakura-Con 2010」 |      |            |

### 楽曲解説
1. Re:ache
PVは、メンバーの出身地である沖縄で行われた。
2. night light parade
タイトルは、2009年8月22日から行われていたライブツアー「LIVE TOUR 09 -night light parade- vol.1」からである。
「day dreaming」と共に、2010年3月13日に渋谷CLUB QUATTROで行われた「night light parade vol.1.1 〜one of the new beginning〜」で新曲として演奏されていた。
3. day dreaming
「night light parade」と共に、「night light parade vol.1.1 〜one of the new beginning〜」で新曲として演奏されていた。
4. RED (LIVE Ver.)
2009年12月9日に配信限定で発売されたシングル「RED」のスタジオライブバージョン。